# Joe Maxwell

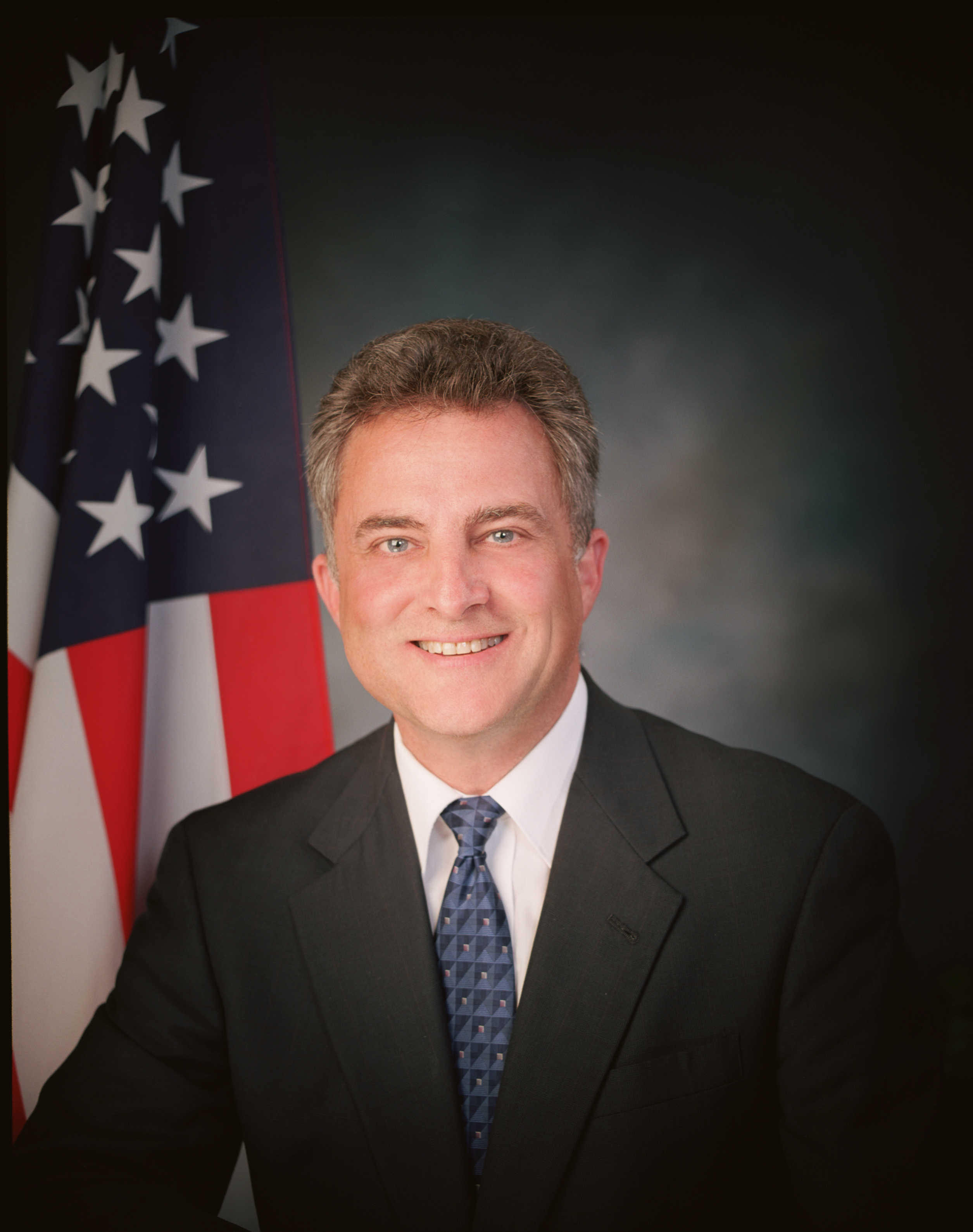
Joe Maxwell

Joe Maxwell (* 17. März 1957 in Kirksville, Missouri) ist ein US-amerikanischer Politiker. Zwischen 2000 und 2005 war er Vizegouverneur des Bundesstaates Missouri.

## Werdegang
Joe Maxwell absolvierte die High School in Laddonia und studierte danach an der University of Missouri. Im Jahr 1990 beendete er an derselben Universität ein Jurastudium. Zwischenzeitlich arbeitete er als Briefträger und Kleinunternehmer, indem er mit seinem Zwillingsbruder ein kleines Geschäft betrieb. Zwischen 1975 und 1995 war er Mitglied der Nationalgarde seines Staates. Politisch schloss er sich der Demokratischen Partei an. Zwischen 1990 und 1994 saß er als Abgeordneter im Repräsentantenhaus von Missouri; von 1994 bis 2000 gehörte er dem Staatssenat an.
Im Jahr 2000 starb Gouverneur Mel Carnahan bei einem Flugzeugabsturz. Daraufhin wurde sein Vizegouverneur Roger B. Wilson sein Nachfolger im höchsten Staatsamt. Für den freigewordenen Posten des Vizegouverneurs wurden Neuwahlen ausgeschrieben, die Joe Maxwell gewann. Er bekleidete das Amt des Vizegouverneurs zwischen dem 15. November 2000 und dem 10. Januar 2005. Dabei war er Stellvertreter des Gouverneurs und Vorsitzender des Staatssenats. Seit 2001 diente er unter dem neuen Gouverneur Bob Holden. Heute ist Joe Maxwell Rechtsanwalt in einer Kanzlei in der Stadt Mexico. Außerdem ist er Vorstandsvorsitzender der Firma Heritage Acres Foods sowie Mitglied im Verwaltungsrat der Organisation Missourians for a Balanced Energy Future. Maxwell ist verheiratet und hat zwei Töchter.